# Gaius Cilnius Mæcenas
Gaius Cilnius Mæcenas (70 f.Kr.-8 f.Kr.) var en romersk politiker fra Arretium, der var blandt Augustus' venner. Han var en af hovedmændene i Augustus' kulturpolitik, idet han støttede håbefulde kunstnere, der skrev pænt om Augustus. Det kunne han pga. sin enorme formue.
Første gang Mæcenas omtales er i 40 f.Kr., hvor han hjalp ved fredsforhandlingerne mellem Augustus og Marcus Antonius. Siden er han knap så synlig i det politiske liv. Fra omkring 30'erne f.Kr. begyndte han at støtte kunstnere som Vergil, Varius Rufus, Properts og Horats. Det er ikke en tilfældighed, at hans navn i dag (jf. en mæcen) betyder en person, der støtter kunstnere.
Flere store værker heribland Vergils Georgica og Horats' Oder er tilegnet Mæcenas, og han tilskrives også Properts' forandring fra en grov digter til en mere urban.
Augustustidens rebel, digteren Ovid, var ikke støttet af Mæcenas. Ovid skrev nu heller ikke særligt pænt om Augustus.
Mæcenas' pragtvilla i Rom er udgravet.